# Albert de Balleroy
Albert de Balleroy, né le 15 août 1828 à Igé (Orne) et mort le 10 août 1872 à Amblainville (Oise), est un homme politique et un peintre français.

## Biographie
Albert Félix Justin de la Cour de Balleroy, né le 15 août 1828 à Igé est le fils de François de La Cour (marquis de Balleroy, officier d'État-major, maire de Balleroy de 1856 à 1870, chevalier de la Légion d'honneur, chevalier de l'Ordre de Saint Ferdinand d'Espagne, chevalier de l'Ordre royal et militaire de Saint-Louis) et d'Adélaïde Adrienne Mathilde d'Orglandes.
Il est le beau-frère d'Odon de Chaumont-Quitry, l'arrière petit-fils de Charles Auguste de La Cour de Balleroy, le petit-fils de Nicolas d'Orglandes.

### Mariage et descendance
Le 22 mai 1864, Albert de Balleroy épouse à Paris 8e Marie Adrienne Claudine Roslin d'Ivry (Paris, 27 novembre 1843 - Paris 7e, 6 janvier 1897), fille de Léopold Roslin d'Ivry, baron d'Ivry et de Marie Mélanie Isaure Posuel de Verneaux. Elle avait pour beau-frère Philippe de Montesquiou-Fezensac.
De ce mariage naissent :
- Marie Mathilde de La Cour de Balleroy (Paris 8e, 22 avril 1865 - Balleroy, 21 avril 1871) ;
- Pierre Marie de La Cour de Balleroy (Vaugrigneuse, 30 juillet 1868 - Balleroy, 25 avril 1871) ;
- Jacques de La Cour, marquis de Balleroy, (Dampierre, 14 août 1870 - Château de Balleroy, 26 juin 1948), marié à Paris 8e le 20 avril 1895 avec Marie Adrienne Auguste de Mornay de Montchevreuil (1872-1935), fille d'Augustin de Mornay, marquis de Montchevreuil, conseiller-général et député de l'Oise et de Marguerite Legrand de Villers. Dont postérité.
- André Isaure de La Cour de Balleroy (Paris 8e, 21 février 1872 - 1876).

### Fin de vie
Il meurt le 10 août 1872 de la diphtérie, avant son père, le cinquième marquis de Balleroy.

## Carrière politique
Aux élections législatives de février 1871, il est élu député du Calvados, le premier sur neuf, avec 78 369 voix sur 86 564 votants et 139 207 inscrits.
Le 1er mars 1871, Il vote pour les préliminaires de paix, le 16 mai 1871 pour les prières publiques, le 10 juin 1871 pour l'abrogation des lois d'exil, le 30 août 1871 pour le pouvoir constituant de l'Assemblée. Le 3 février 1872, il vote contre le retour du Parlement à Paris. Son mandat est interrompu par son décès prématuré.
En octobre 1871, Albert de Balleroy est brièvement élu conseiller-général du canton de Balleroy, jusqu'à sa mort, moins d'un an plus tard.
Il est aussi commandant de la Garde nationale de 1870 à 1871.

## Carrière artistique
À la fois peintre et graveur, Albert, comte de Balleroy, est spécialisé dans les sujets de chasse : Le Cerf à l'hallali se trouve au musée des Beaux-Arts de Caen. Le Débuché est au musée de South Kensington  à Londres. 
Ses toiles de grande taille représentent souvent des meutes grandeur nature ; quatre scènes de chasse sont citées dans la salle à manger du château de Balleroy, une autre dans celle du château d'Auteuil, dans l'Oise.
Ami d'Édouard Manet, il partage avec lui un atelier rue Lavoisier à Paris en 1856, qu'il quitte en même temps que lui après le dramatique épisode du suicide d'Alexandre, modèle du tableau Le gamin à la toque rouge.
Balleroy est aussi un visiteur assidu de la maison du commandant Hippolyte Lejosne.
Manet le représente dans son tableau : La Musique aux Tuileries et Fantin-Latour dans Hommage à Delacroix qui représente dix artistes de cette nouvelle génération regroupés devant un autoportrait du maître Eugène Delacroix, porte-drapeau de la modernité.
De 1853 à 1870, Balleroy présente régulièrement au Salon des scènes de chasse à courre et des tableaux animaliers, tout en se révélant également un bon portraitiste.
Balleroy est aussi l'un des fondateurs du Cercle de l'union artistique, place Vendôme. Il est admis en 1856 au Jockey Club de Paris.
L'impératrice Eugénie a possédé une de ses œuvres.
Le château de Balleroy, domaine familial depuis 1660 vendu par son grand-père en 1819 puis récupéré en 1827 par son père, a été visité avec Paul Helleu par Marcel Proust auquel il aurait inspiré celui de Guermantes dans À la recherche du temps perdu ; l'écrivain y a représenté Albert de Balleroy sous les traits de Guermantes défunt, amateur de tableaux de chasse.
Un de ses portraits, Jeune femme au collier (hst monogrammee) a figuré à une vente aux enchères publiques à Bayeux le 18 mai 2025  (reproduite en couleurs dans "La Gazette Drouot" n°18, du 9 mai 2025, page 107).

### Collections publiques
- Une série d'estampes au musée de Grenoble[réf. nécessaire].

### Galerie

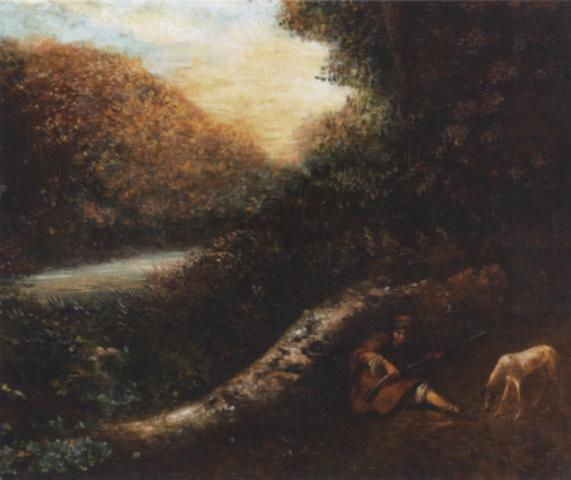
La Chasse d'Albert de Balleroy.
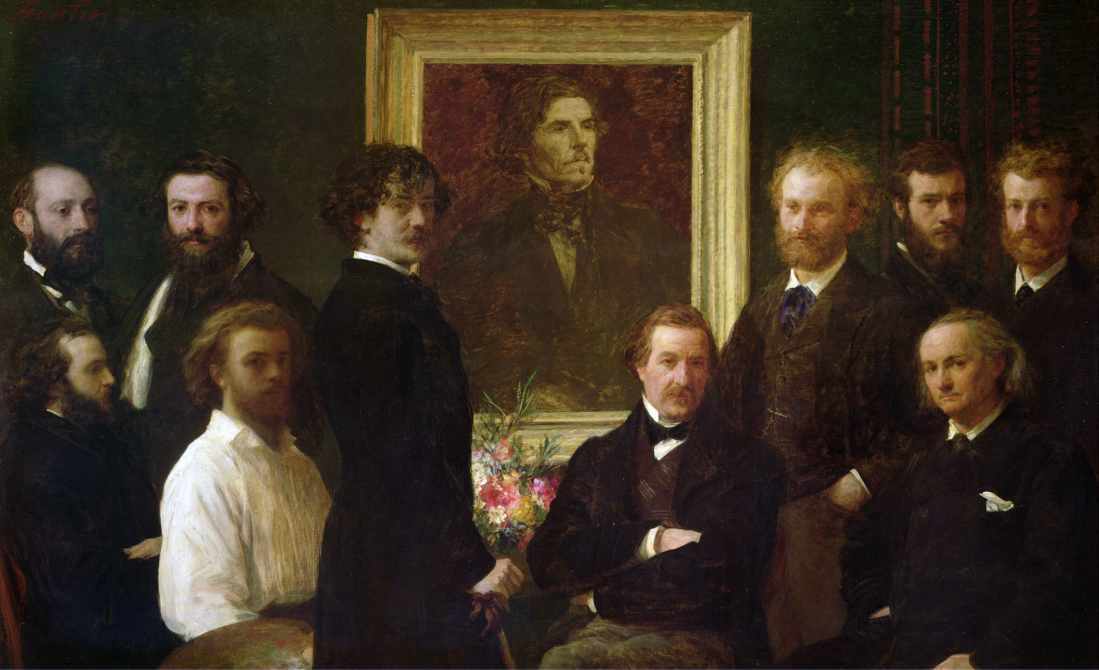
Hommage à Delacroix par Fantin-Latour où l'on reconnait Balleroy debout.
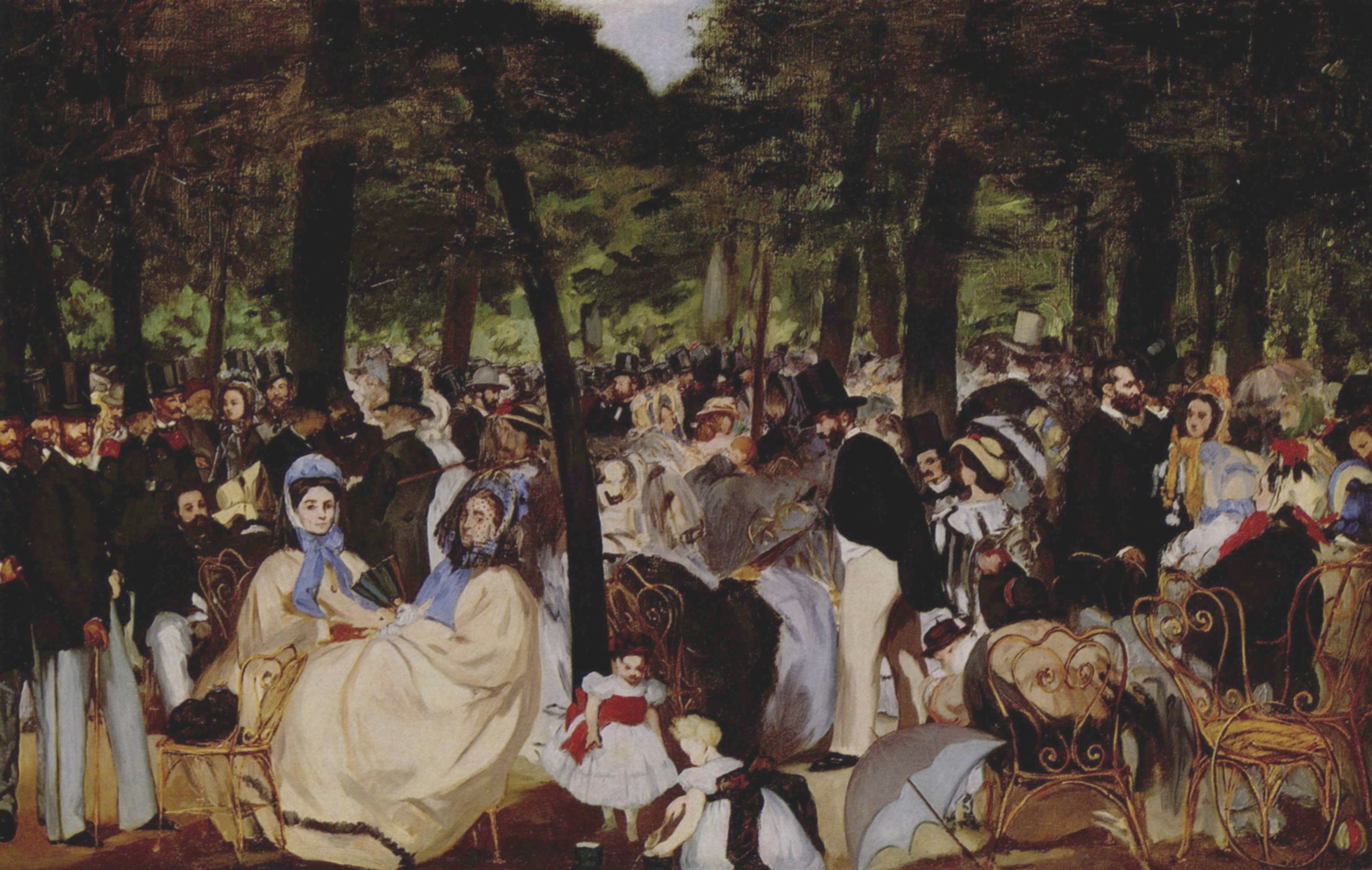
La Musique aux Tuileries d'Édouard Manet où Albert de Balleroy est représenté assis.